# Deferegger Höhe
Die Deferegger Höhe oder Defereggenhöhe ist ein 2658 m ü. A. hoher Berggipfel der Lasörlinggruppe an der Grenze zwischen den Gemeinden Virgen und St. Veit in Defereggen (Tirol), (Österreich).

## Lage
Die Deferegger Höhe befindet sich im Norden des Bezirks Lienz an der Grenze zwischen den Gemeinden Virgen im Norden und St. Veit im Süden. Die Defereggen Höhe besteht aus vier Gipfeln, dem Südwestgipfel (2596 m ü. A.), dem Westgipfel (2597 m ü. A.), dem Mittelgipfel (2580 m ü. A.) und dem Ost- bzw. Hauptgipfel (2658 m ü. A.). Westlich des Südwestgipfels befindet sich die Melspitze (2642 m ü. A.), von dem die Deferegger Höhe durch den Melsattel (2580 m ü. A.) getrennt wird. Östlich der Deferegger Höhe liegt der Kreuzberg (2743 m ü. A.), dazwischen ein unbenannter Höhenpunkt (2664 m ü. A.). Nördlich, im Virgental gelegen, befindet sich getrennt durch den Oberstsattel der Oberstkogel (2570 m ü. A.). Im Nordosten liegt der Torkogel. An der Nordseite der Deferegger Höhe entspringt der Saumitzbach, an der Südseite der Moosbach.

## Anstiegsmöglichkeiten
Der Normalweg auf die Defereggerhöhe erfolgt als Längsüberschreitung aus dem Melsattel. Hierzu führt der Weg beispielsweise von der Wetterkreuzhütte bis kurz unter den Oberstsattel und danach in südwestlicher Richtung in den Melsattel, von wo aus die Deferegger Höhe bis zum Kreuzberg einfach überschritten werden kann. Zudem besteht die Möglichkeit die Deferegger Höhe direkt über den Oberstsattel und den Nordkamm zu ersteigen.